# Beardmore W.B.1
Beardmore W.B.1 là một loại máy bay ném bom hai tầng cánh một động cơ của Anh trong Chiến tranh thế giới I, do Beardmore phát triển.

## Tính năng kỹ chiến thuật
Dữ liệu lấy từ Mason, The British Bomber since 1912 
Đặc điểm tổng quát
- Kíp lái: 1
- Chiều dài: 32 ft 10 in (10.01 m)
- Sải cánh: 61 ft 6 in (18.75 m)
- Chiều cao: 14 ft 9 in (4.50 m)
- Diện tích cánh: 796 ft2 (74.0 m2)
- Trọng lượng rỗng: 3.410 lb (1.550 kg)
- Trọng lượng có tải: 5.600 lb (2.545 kg)
- Động cơ: 1 × Sunbeam hoặc Beardmore Adriatic, 230 hp (172 kW)

Hiệu suất bay
- Vận tốc cực đại: 91 mph (147 km/h)
- Thời gian bay: 7,3 giờ

Vũ khí trang bị
- 1 súng máy Lewis .303 in
- 660 lb (300 kg) bom